# Église Saint-Loup de Bouy-Luxembourg
Pour les articles homonymes, voir Église Saint-Loup.
L'église Saint-Loup est une église catholique située à Bouy-Luxembourg, en France.

## Localisation
L'église est située dans le département français de l'Aube, sur la commune de Bouy-Luxembourg.

## Historique
L'édifice est classé au titre des monuments historiques en 1980.